# O Sorriso de Helena
O Sorriso de Helena é uma telenovela exibida pela TV Tupi de 4 de novembro de 1964 a 9 de janeiro de 1965, no horário das 20h, escrita por Walter George Durst, baseada em um original de Abel Santa Cruz e dirigida por Geraldo Vietri.

## Trama
Um homem triste e indeciso entre o passado com Helena e o presente como um novo amor.

## Elenco
- Sérgio Cardoso - Fernando
- Maria Célia Camargo - Helena
- Patrícia Mayo - Rosália
- Percy Aires - Alfredo
- Geórgia Gomide - Elvira
- Marcos Plonka -  Dr. Germano
- Norah Fontes -  Angélica
- Lisa Negri
- Luiz Gustavo
- Gian Carlo